# Podmladek
Podmladek je podrejeno, avtonomno ali neodvisno zavezniško društvo večje organizacije (običajno politične stranke, včasih pa tudi druge vrste organizacije), ustanovljeno z namenom, da ta organizacija pridobi podporo s strani članov in potencialnih mlajših članov.  Osredotoča se na teme in vprašanja, ki so bolj pomembna za mlajše člane te organizacije. Podmladki so lahko tudi forumi za mlajše člane in podpornike organizacije za razpravo o programu in ideologiji.

## Politične stranke
Izraz "podmladek" se najpogosteje uporablja za podmladke političnih strank.  Od funkcionarjev in vodilnih članov v takih podmladkih po doseženi minimalni starosti se pričakuje, da bodo zasedli pomembno mesto v stranki. To je privedlo do dojemanja podmladkov političnih strank kot zgolj zaposlitvenih priložnosti v vladni birokraciji za mlade, zlasti v primeru prevladujočih ali enostrankarskih sistemov, kjer je stranki zagotovljena zmaga na volitvah.
Podmladke političnih strank sestavljajo večinoma mladi odrasli. Starostna zahteva za večino podmladkov se giblje med najnižjo starostjo 15 let in zgornjo starostno mejo 30 let (nekateri tudi do 35).